# Penyal de Gibraltar
El penyal de Gibraltar (en anglès Rock of Gibraltar; de vegades anomenat Columna d'Hèrcules) és un penyal de pedra fill de pedra calcaria al territori d'ultramar britànic de Gibraltar que s'eleva per sobre la planura de la comarca del Campo de Gibraltar a l'extrem sud-oest d'Europa, dins la península Ibèrica. Aproximadament el 40% del sòl del territori de Gibraltar va ser declarat com a reserva natural el 1993. La seva altura és de 426 metres. El penyal és propietat de la corona del Regne Unit i limita al nord amb Espanya. La sobirania de Gibraltar va ser transferida al Regne de la Gran Bretanya el 1713 mitjançant el Tractat d'Utrecht després de la Guerra de Successió Espanyola. La major part de la zona superior del penyal està inclosa en una reserva natural on viuen un quart de miler de mones de Gibraltar, que són els únics primats que existeixen en estat salvatge a Europa. Les mones, juntament amb una xarxa laberíntica de túnels, serveixen com un element d'atracció d'un gran nombre de turistes.
El penyal de Gibraltar era una de les Columnes d'Hèrcules i era conegut en èpoques antigues pels grecs com Mons Calpe; l'altre pilar era el Mons Abyla o Djebel Musà, del costat de l'Àfrica de l'estret de Gibraltar. En èpoques antigues aquests dos punts marcaven el límit del món conegut, un mite d'origen fenici.

## Geologia

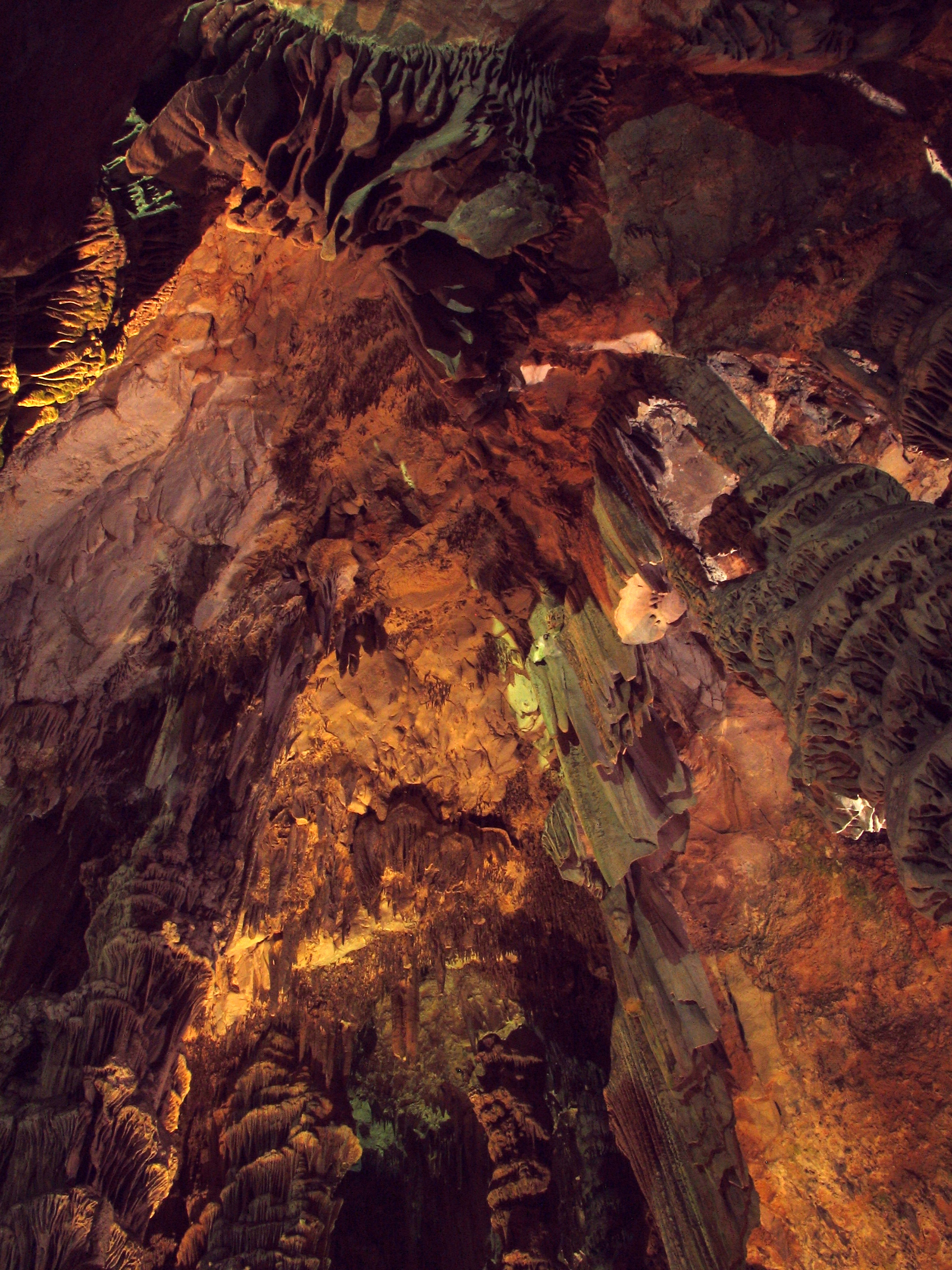
Vista interior de la cova de San Miguel

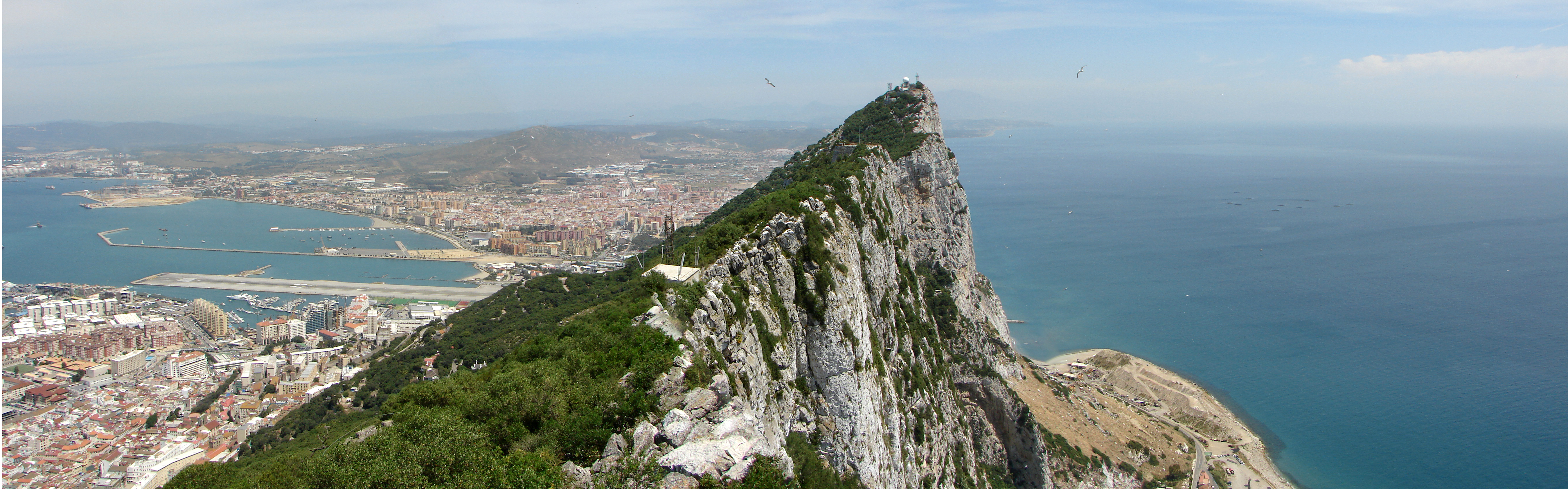
Vista panoràmica en direcció nord des de l'extrem superior del penyal de Gibraltar

El penyal de Gibraltar és un promontori monolític de pedra calcària. Aquesta formació geològica va tenir el seu origen durant el Juràssic, fa uns 200 milions d'anys, quan la placa tectònica africana va xocar amb la placa eurasiàtica. El Mediterrani es va convertir en un mar interior que amb el transcurs del temps es va anar assecant en el que s'ha vingut a anomenar la crisi de salinitat del Messinià. Posteriorment l'oceà Atlàntic es va obrir pas a través de l'estret de Gibraltar i la inundació que va produir va donar origen a la mar Mediterrània. El penyal forma part de la Serralada Bètica, una cadena muntanyosa de la zona sud-oest de la península Ibèrica.
Actualment, el penyal de Gibraltar forma una península que penetra a l'estret de Gibraltar des de la costa sud d'Espanya. Pel seu costat nord, el penyal s'eleva gairebé verticalment des del nivell del mar fins a una altura de 411,5 metres en el que es denomina Rock Gun Battery. El punt més elevat del penyal es troba a 426 metres sobre el mar. Els penya-segats al llarg de la vora est del penyal cauen cap a una sèrie de pendents de sorra fuetejades pel vent que es remunten a les glaciacions, quan el nivell del mar era menor que el nivell actual i una planícia de sorra s'estenia cap a l'est des de la seva base. La cara oest és menys costeruda.
La calcita, que és el material que conforma la pedra calcària, es dissol lentament per acció de l'aigua de pluja. Aquest procés al llarg del temps pot formar coves. Per això, com que el penyal de Gibraltar està constituït de pedra calcària, és natural que allotgi més de cent coves. La cova més prominent és la cova de Sant Miquel, que es troba a mig camí a la cara oest del penyal.
La cova de Gorham es troba a prop del nivell del mar a la cara est del promontori. Destaquen excavacions arqueològiques realitzades que han trobat evidència que l'home de Neandertal va utilitzar la cova fa uns 30.000 anys. És d'especial significació el fet que les restes animals i vegetals trobades en aquesta cova i altres de pròximes mostren que els neandertals tenien una dieta molt variada.

## Fortificacions

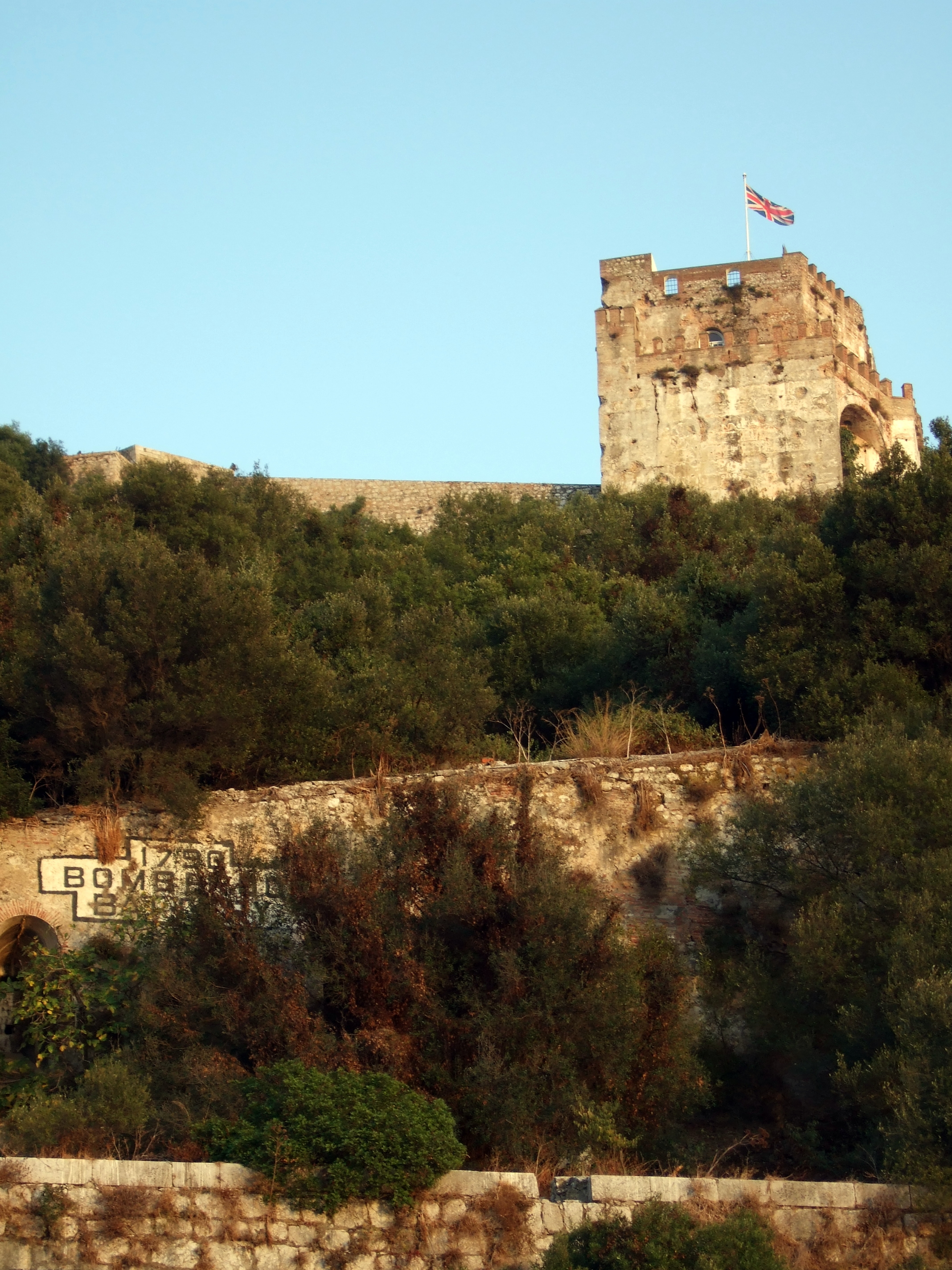
Castell àrab de Gibraltar

### El castell àrab
El castell àrab és una relíquia de l'època de l'ocupació de Gibraltar pels moros, que es va estendre durant 710 anys. Va ser construït l'any 711 quan Tàriq ibn Ziyad, el cap amazic, va desembarcar al penyal que porta encara avui el seu nom.
La principal edificació que ha romàs dempeus fins als dies actuals és la torre d'Homage, un edifici massís construït en maons i una argamassa molt dura anomenada tàpia; la part superior del mateix allotjava les habitacions i el bany moro per als antics ocupants.

### Les galeries

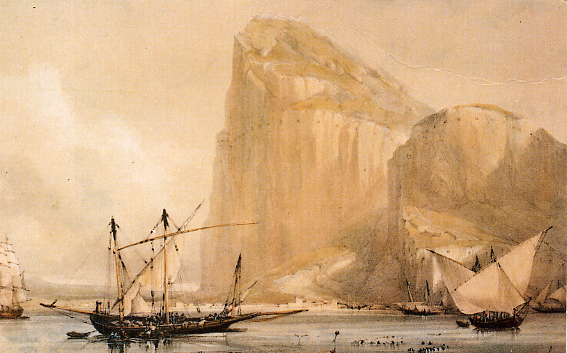
El penya-segat de la cara nord del penyal de Gibraltar vist des de Bayside (c. 1810), mostrant les obertures fortificades la roca

Una característica distintiva de Gibraltar és la xarxa de passatges subterranis (galeries) que posseeix.
El passatge més antic va ser excavat cap a finals dels quatre anys de setge que es va estendre entre els anys 1779 i 1783. El general Elliot, posteriorment anomenat Lord Heathfield, que va ser el comandant anglès durant el setge, estava ansiós de poder disparar sobre les bateries espanyoles ubicades a la planícia sota la cara nord del penyal. Seguint un suggeriment del sergent Ince dels Royal Engineers, va fer excavar un túnel des d'un punt ubicat sobre la bateria de Willis per comunicar amb el Notch, un sortint natural de la cara nord a la qual es va proposar de muntar una bateria. Inicialment no existia la intenció de realitzar obertures fortificades en aquest túnel, però es va veure la necessitat de realitzar una obertura per a la ventilació i, quan es va realitzar l'obertura, es va decidir col·locar-hi un canó. En finalitzar el setge, s'havien construït sis d'aquests emplaçaments, en els quals s'hi havien instal·lat quatre canons.
Les galeries, que estan obertes als visitants, són un desenvolupament posterior basat en la mateixa idea. Es van completar el 1797. Consisteixen en un sistema de recintes, fortificacions i passadissos, amb una longitud total d'uns 300 metres, i des d'elles és possible tenir vistes panoràmiques de la badia d'Algesires, l'istme i Espanya.

### Anys posteriors a la Segona Guerra Mundial
En esclatar la Segona Guerra Mundial el 1939, la població civil va ser evacuada al Regne Unit, Jamaica, i Madeira per permetre que Gibraltar fos fortificat per poder enfrontar-se a un possible atac alemany. Cap al 1942 hi havia més de 30.000 soldats britànics, mariners i aviadors al penyal. Es va expandir el sistema de túnels i el promontori es va convertir en un punt clau per a la defensa de les rutes de navegació del Mediterrani.
El febrer de 1997 es va saber que els britànics tenien un pla secret denominat Operació Tracer per amagar soldats en túnels sota del penyal en cas que fos capturat pels alemanys durant la Segona Guerra Mundial. El grup amagat comptaria amb un equip de ràdio per vigilar els moviments de les tropes enemigues. L'equip de sis persones va ser enviat a Gibraltar, on van esperar camuflats durant dos anys i mig. Els alemanys mai van capturar el penyal, per la qual cosa els homes mai no van ser amagats en el seu interior.